# Happy (chanson de Kilari Tsukishima)
Pour les articles homonymes, voir Happy.
Singles de Tsukishima Kirari starring Kusumi Koharu (Morning Musume)
Balalaika
(25 octobre 2006) Chance!
(7 nov. 2007)
Singles par Kira Pika
Hana wo Pūn (...)
(1er août 2007)
Happy ou Happy☆彡 (ハッピー☆彡, Happii, trad : "Heureux") est le troisième single de Tsukishima Kirari starring Kusumi Koharu (Morning Musume) (月島きらり starring 久住小春 (モーニング娘。)), sorti en 2007.

## Présentation
Le single sort le 2 mai 2007 au Japon sur le label zetima. Il atteint la 2e place du classement des ventes de l'Oricon. Il sort aussi en édition limitée avec une pochette différente et une carte de collection en supplément, ainsi qu'au format "single V" (vidéo DVD contenant les clips vidéo de la chanson-titre et un making of) une semaine après. Il est chanté par Koharu Kusumi des Morning Musume incarnant Kirari Tsukishima, chanteuse de fiction héroïne de la série anime Kilari (Kirarin Revolution) doublée par Kusumi. Il restera son single le plus vendu. 
Les deux chansons du single servent de générique de début et de fin à la série : Happy en est son 3e thème d'ouverture (épisodes 52 à 67), et la "face B" Koi no Mahō wa Habibi no Bi en est son 5e thème de fin (épisodes 52 à 64). Elles figureront sur le second album de "Tsukishima Kirari", Kirarin Land de 2007, puis sur sa compilation Best Kirari de 2009. Elles seront adaptées en français dans la version française de la série sous les titres respectifs Happy et Magie de l'Amour, cette dernière servant également de générique de fin à la deuxième saison. La version instrumentale de la chanson-titre figure aussi sur le single.
Le prochain single en solo de la chanteuse, Chance!, sortira sept mois plus tard, mais elle sortira entre-temps le single Hana wo Pūn / Futari wa NS avec Kira Pika.

## Titres
| CD    | CD                                                   | CD                                                       | CD    | CD | CD | CD | CD | CD | CD |
| No    | Titre                                                | Paroles / Musique / Arrangements                         | Durée |    |    |    |    |    |    |
| ----- | ---------------------------------------------------- | -------------------------------------------------------- | ----- | -- | -- | -- | -- | -- | -- |
| 1.    | Happy (ハッピー☆彡)                                  | Bounceback                                               | 3:56  |    |    |    |    |    |    |
| 2.    | Koi no Mahō wa Habibi no Bi! (恋の魔法はハビビのビ!) | Chieko Suyama, Katsuya Yoshida / K. Yoshida / K. Yoshida | 3:41  |    |    |    |    |    |    |
| 3.    | Happy (Instrumental) (ハッピー☆彡...)                | Bounceback                                               | 3:56  |    |    |    |    |    |    |
| 11:31 |                                                      |                                                          |       |    |    |    |    |    |    |

| 1. | Happy (ハッピー☆彡...)                   |  |
| 2. | Happy (Dance Shot Ver.) (ハッピー☆彡...) |  |
| 3. | Making Eizō (メイキング映像)             |  |